# Albert Tomey
Albert Tomey, médecin, né le 22 juin 1882 et décédé le 19 novembre 1959, fut maire de la ville de Carcassonne pendant 21 ans.

## Biographie
Albert Tomey naquit à Carcassonne dans l'immeuble situé à l'angle nord-est de la place Davilla, depuis lors appelé « l'immeuble Tomey », où il résida toute sa vie et exerça son activité médicale,.
Son père étant originaire de la « ville rose », Albert Tomey fit ses études à Toulouse. Il s'installa en qualité de médecin à Carcassonne en 1913. Après la Grande Guerre, il continua d'exercer, tout en assumant ses 4 mandats de maire de la ville de 1919 à 1941, avant d'être destitué par le régime de Vichy. Il fut alors nommé par Pétain, Président du Conseil départemental de l'Aude. À ce titre, il assista à la soirée inaugurale de la Milice en février 1943 au théâtre municipal de Carcassonne. Albert Tomey ne fut pas inquiété à la Libération par le Comité d'épuration et de sélection de l'Aude.
Au cours de ses mandatures, il transforma profondément la ville en réalisant la javellisation de l’eau courante, le tout-à-l’égout, l'éclairage public par l'électricité, et en faisant construire l'école Jean Jaurès, le collège Varsovie, le théâtre actuel, le «théâtre antique» de la Cité, le stade Albert Domec, l'hôtel de ville, une caserne de pompiers située alors square Gambetta et la Bourse du travail rue Voltaire. En 1937, Albert Tomey décida de détruire les Halles de la place Davilla pour y déplacer le Monument aux Audois (Monument aux morts) situé en contrebas de la place depuis 1914, mais l'espace a été occupé par un parking.
Lors de ses obsèques en 1959, toutes les personnalités de Carcassonne étaient présentes. Les cordons du poêle étaient tenus par son successeur, le maire Jules Fil.
Il repose au cimetière Saint-Vincent de Carcassonne qui surplombe la bastide Saint-Louis avec en arrière-plan, la Cité médiévale.

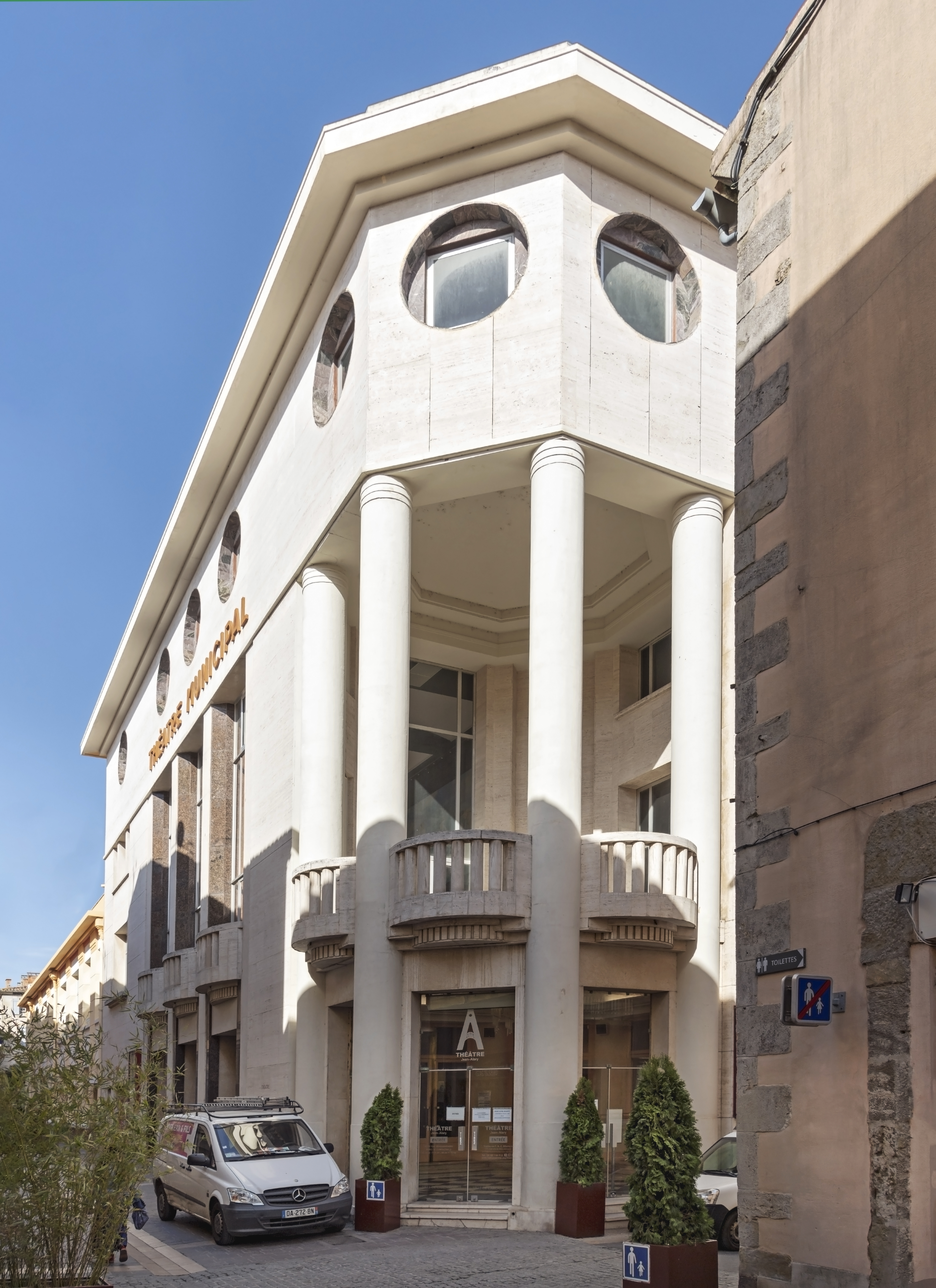
Façade du théâtre « Jean Alary », édifiée sous la mandature d'Albert Tomey.
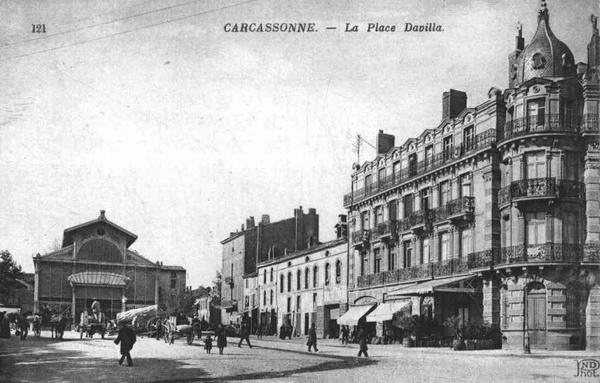
Place Davilla à Carcassonne: L'immeuble « Tomey » au premier plan à droite.
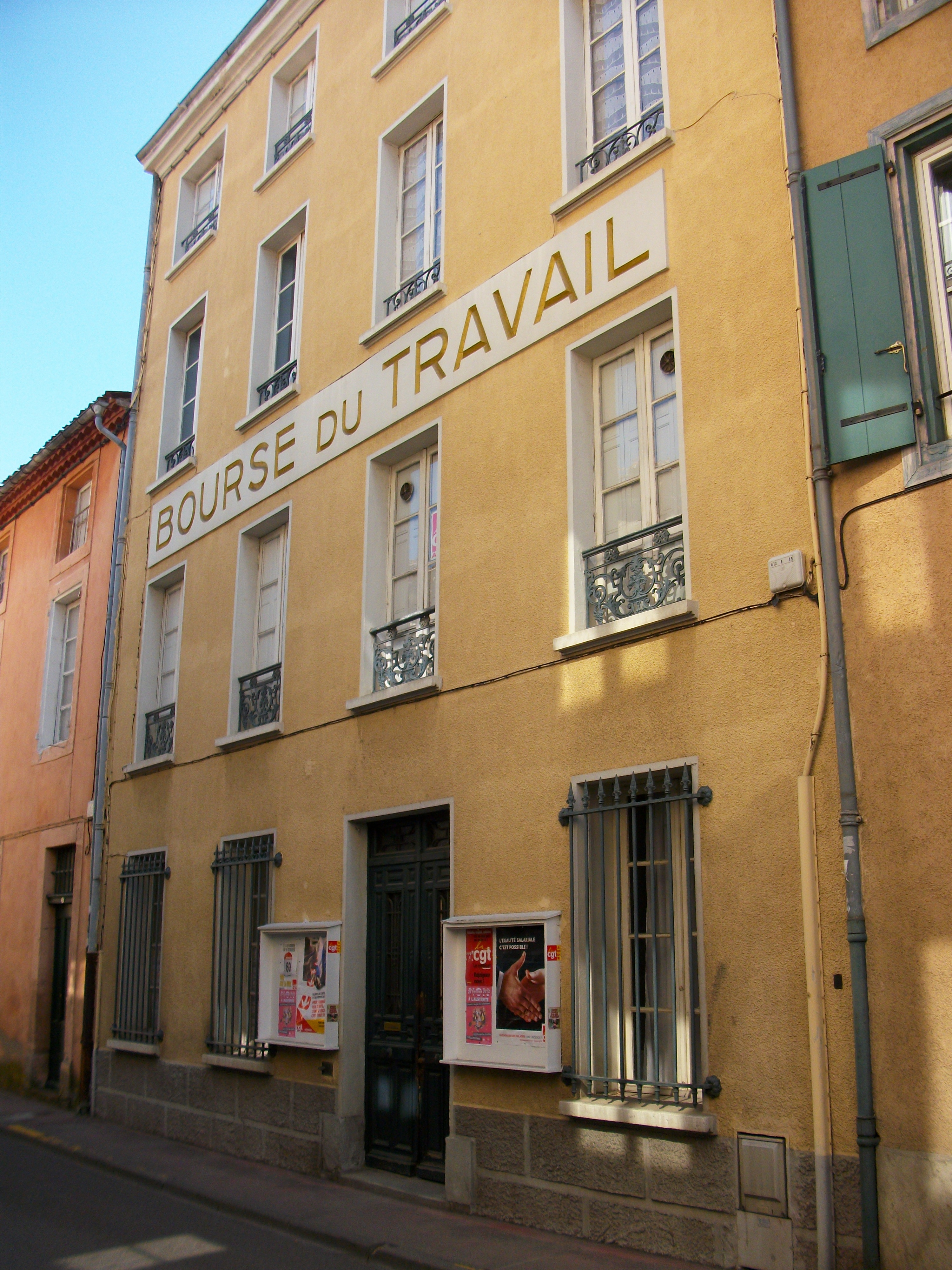
Façade de la « Bourse du travail », créée sous la mandature de Albert Tomey.

### Mandats
- Maire de Carcassonne (1919-1941)

- Conseiller général (1928-1940) du canton de Carcassonne centre.

### Décorations
- Officier de la Légion d'honneur (1933)
- Officier de l'ordre du Mérite agricole

### Postérité
Une rue de Carcassonne, ancienne rue du marché, porte son nom depuis le 10 février 1967.